# Maeda Toshitsune
Maeda Toshitsune (前田 利常?; 16 gennaio 1594 – 7 novembre 1658) è stato un daimyō giapponese del primo periodo Edo appartentente al clan Maeda e secondo daimyō del dominio di Kaga.

## Biografia
Toshitsune era fratello di Maeda Toshinaga e figlio di Maeda Toshiie. Era il daimyō più ricco nello shogunato Tokugawa, e il suo dominio comprendeva le province di Etchū, Kaga e Noto. Il suo nome d'infanzia era Saruchiyo (猿 千代?) e successivamente "Inuchiyo" (犬 千代?).
Toshitsune era il quarto figlio di Maeda Toshiie e nacque da una concubina quando Toshiie aveva 54 anni ed era in campagna con Toyotomi Hideyoshi al castello di Nagoya durante l'invasione giapponese della Corea. Fu in gran parte cresciuto da un altro servitore, Maeda Nagatane. 
Nel 1600 sposò Tama-hime, una figlia di Tokugawa Hidetada in un matrimonio politico destinato ad assicurare la posizione del clan Maeda con il crescente potere dei Tokugawa. Nel 1605 suo fratello maggiore Toshinaga si ritirò ufficialmente e nominò Toshitsune come suo erede e daimyō del dominio di Kaga; tuttavia Toshinaga continuò a controllare il dominio fino alla sua morte.
Nel 1614 e nel 1615 Toshitsune guidò l'esercito dei Maeda nell'assedio di Osaka formando uno dei più grandi contingenti delle forze Tokugawa. Dopo la sconfitta finale del clan Toyotomi, Tokugawa Ieyasu offrì al clan Maeda le quattro province dell'isola di Shikoku in cambio delle tre province esistenti nella regione di Hokuriku, ma Toshitsune declinò.
Nel 1616 Toshitsune incontrò una missione diplomatica da Ayutthaya a Kanazawa, alla quale a causa della morte di Ieyasu non fu permesso di proseguire fino a Edo.
Cambiò il suo nome in Toshitsune nel 1629. Lavorò per placare le paure dello shogunato Tokugawa per le dimensioni e la forza economica del dominio di Kaga. Suo figlio ed erede Maeda Mitsutaka venne tenuto a Edo come ostaggio e organizzò un matrimonio politico di suo figlio con una figlia di Tokugawa Yorinobu del dominio di Mito. Si ritirò nel 1639 trasferendosi a Komatsu e ordinò che il dominio fosse diviso, con 100.000 koku diretti al figlio minore Toshitsugu per formare il dominio di Toyama, 70.000 koku per il suo terzo figlio Toshiharu per formare il dominio di Daishōji e 200.000 koku per se stesso.
Morì nel 1658 all'età di 64 anni, e la sua tomba è nel cimitero Maeda di Nodayama a Kanazawa.